# Arlanda Express
De Arlanda Express, ook wel X 3 genoemd, is een vierdelig elektrisch treinstel van het Alstom type Coradia die als shuttle tussen Stockholm C en Arlanda Airport rijdt door A-Train AB.

## Geschiedenis
Het treinstel werd door Alstom in Birmingham, Engeland, ontwikkeld en gebouwd. De bouw en exploitatie van de Arlandabanan wordt uitgevoerd door A-Train AB, een onderdeel van de Australische investeringsbank, Macquarie Group.

### Modernisering
Na bijna 7 jaar intensief gebruik zijn de treinen in 2010 zowel exterieur en interieur door de EuroMaint AB werkplaats in Malmö gemoderniseerd.

## Constructie en Techniek
Het treinstel is opgebouwd uit rijtuigen met een aluminium frame en een frontdeel van GVK. Het treinstel is uitgerust met luchtvering.

## Treindiensten
De treinen worden door A-Train AB ingezet als pendeltrein tussen Stockholm C en Arlanda Airport.
- 46: Stockholm - Luchthaven Stockholm-Arlanda

### Stations
- Arlanda Noord - terminal 5
- Arlanda Zuid - terminal 2, 3 en 4
- Stockholm Centraal